# Ruggero Pasquarelli
Ruggero Pasquarelli (* 10. září 1993) je italský zpěvák a herec. V roce 2010 se zúčastnil čtvrté série italské talentové show X Factor. Známějším se stal díky roli Federica v argentinském Disney seriálu Violetta a díky roli Mattea Balsana v argentinském Disney seriálu Soy Luna.

## Život
Ruggero Pasquarelli se narodil 10. září 1993 v Città Sant'Angelo, v provinciiPescara v italské oblastiAbruzzo. Jako dítě hrával na kytaru, zpíval a tancoval. V roce 2004 se zapsal do herecké školy. Má vystudovanou hru na kytaru, klavír a také zpěv.  V září 2010 se pokusil prodat svůj pěvecký talent v italské verzi soutěže The X-Factor. V průběhu soutěže si zazpíval hity jako např. „Tu vuo' fa' l'americano“ od Renata Carosone, „You're the First, The Last, My Everything“ od Barryho Whitea a další písně od interpretů jako např. Alex Britti, Maroon 5 či Elton John. Probojoval se až do fáze živých vystoupení a v celkovém žebříčku se umístil na 6. místě.
V roce 2017 začal vydávat sólové písně.

## Filmografie

### Violetta
V roce 2012 dostal nabídku zahrát si výměnného studenta z Itálie Federica Paciniho v latinskoamerickém seriálu Violetta. Znamenalo to, že musel ze dne na den opustit rodnou zemi a přestěhovat se do Buenos Aires v Argentině. V první série úspěšného seriálu se objevil pouze v pár epizodách, podobně tomu bylo také ve druhé sérii. Ve třetí série se stal stálou postavou a díky roli Federica si získal miliony fanoušků po celém světě. Po skončení seriálu Violetta se hlavní protagonisté stali součástí rozlučkového turné Violetty, které Ruggero absolvoval pouze na koncertech v zemích Latinské Ameriky. Poté se turné přesunulo do Evropy, jenže Ruggero mezitím dostal novou pracovní nabídku v seriálu Soy Luna.
Díky seriálu Violetta se seznámil se svou bývalou přítelkyní Candelarií Molfese, která ztvárnila postavu Camily. Spolu tvoří dvojici zvanou Ruggelaria a natáčejí zábavná videa, která pak zveřejňují na svém Youtube blogu.
V říjnu 2020 prostřednictvím Twitteru oznámili, že se po necelých 6 letech rozešli.

### Soy Luna
Tvůrci Violetty se rozhodli pokračovat ve stejném duchu a dali tak vzniknout seriálu Soy Luna. Ruggero zde hraje hlavní roli Mattea Balsana, krále bruslařské plochy. Z počátku strávil určitý čas v mexickém Cancúnu, kde se natáčely první epizody tohoto seriálu, později se ale natáčení přesunulo do Buenos Aires. Natáčení tohoto seriálu skončilo v roce 2018.
| Rok     | Název         | Roli           | Poznámky                                            |
| ------- | ------------- | -------------- | --------------------------------------------------- |
| 2010    | X Factor      | Sám            | Konkurent                                           |
| 2011    | Sociální Král | Sám            |                                                     |
| 2011–12 | InTour        | Tome           | Hlavní roli                                         |
| 2012–15 | Violetta      | Federico       | Vedlejší postava série 1–2; hlavní postava 3. série |
| 2016–18 | Soy Luna      | Matteo Balsano | Hlavní role                                         |

## Turné
- Violetta en Vivo (2013–2014)
- Violetta Live (2015) (účastněn pouze první části)
- Soy Luna en Concierto (2017; Soy Luna Live – 2018)